# Batalla de Llucmajor
La batalla de Llucmajor (25 d'octubre de 1349) és la batalla que tingué lloc a Llucmajor (Mallorca), en la qual les tropes de Pere Cerimoniós, dirigides pel governador de Mallorca Gilabert de Centelles i reforçades amb tropes sardes sota el comandament de Riambau de Corbera, derrotaren les tropes de Jaume III de Mallorca, que intentava recuperar el Regne de Mallorca. El rei de Mallorca morí a la batalla i amb això Pere el Cerimoniós reincorporà definitivament a la Corona d'Aragó tots els territoris de la Corona de Mallorca.

## Antecedents
El 1341 Pere el Cerimoniós anà acumulant greuges legals contra el seu cunyat i vassall Jaume III de Mallorca amb la intenció de desposseir-lo: encunyació a Perpinyà de moneda barcelonina, circulació als Comtats de Rosselló i Cerdanya de moneda francesa, incompareixença a la cort de Barcelona del 1341, a la qual sabia que no podia acudir perquè estava en guerra amb els francesos, guerra en la qual el rei Pere havia promès d'ajudar-lo. La presentació de Jaume III a Barcelona el 1342 empitjorà la situació perquè aquest l'acusà d'haver intentat segrestar-lo. Jaume III tornà a Mallorca enfurit, sense la muller i els fills, retinguts pel rei Pere, i considerà trencat el vassallatge. El 1343 el rei mallorquí era declarat culpable en el procés incoat contra ell i desposseït dels seus béns i estats. El maig del mateix any, en compliment de la sentència, Pere el Cerimoniós envaí Mallorca amb el seu estol i derrotà a Santa Ponça les tropes de Jaume III, que fugí als Comtats de Rosselló i Cerdanya, mentre l'illa se li sotmetia ràpidament. Dues campanyes militars, separades per una treva, en els anys 1343 i 1344, li donaren també al rei d'Aragó el domini del Rosselló, Menorca i Eivissa. Jaume III es rendí el juliol del 1344, amb la condició només que li fos respectada la vida i la llibertat, i, privat del seu regne, li fou respectada només la senyoria de Montpeller i es refugià a la cort papal d'Avinyó.

## El Jurament de la Unió
El Jurament de la Unió -també anomenat Jurament per les Illes i Privilegi d'Unió d'Aragó i Mallorca- fou el resultat d'un acord entre Pere el Cerimoniós i les Universitats de les ciutats i viles reials d'Aragó, València i Catalunya abans de l'Expedició sobre Mallorca (4 de les calendes d'abril del 1344). Aquest acord es llegí també aquell mateix any després de la campanya del Rosselló, a Perpinyà, i a la Cerdanya, a Puigcerdà. Amb aquest jurament instituït per Pere el Cerimoniós, per a ell i els seus successors arran de la reannexió del Regne de Mallorca a la Corona d'Aragó, estipulava que Regne de Mallorca i les illes adjacents, amb els comtats del Rosselló i Cerdanya, no es podien separar mai del Regne d'Aragó, del Regne de València i del Principat de Catalunya. Per la seva part Jaume III no renuncià a l'esperança de recuperar els seus estats, però la mediació diplomàtica del papa i del rei de França Felip IV foren inútils, com també les dues incursions a la Cerdanya el 1344 i al Conflent el 1347 amb el suport de Felip IV de França. Després optà per preparar una altra expedició i conquerir l'illa de Mallorca amb el dot que li proporcionà el casament amb Violant de Vilaragut, amb el primer pagament dels tres de la venda de Montpeller al rei de França pel preu de 120 000 tàlers d'or i amb el suport del papa Climent VI.

## Expedició de Mallorca
Jaume III aconseguí armar un exèrcit amb les restes de les tropes fidels, amb provençals, llenguadocians i de repúbliques italianes, i embarcà cap a Mallorca la tardor de 1349. Les embarcacions eren setze: Vuit galeres, sis uixers, un gran lleny i una nau (22 segons altres autors) i arribaren al Cap de Formentor l'11 d'octubre, desembarcant uns efectius que reduïren una petita resistència. La resta de l'exèrcit es dirigí cap a la Badia de Pollença i desembarcaren a la platja d'Albercutx 300 homes a cavall i 700 a peu. La resta de l'exèrcit, amb les embarcacions, es dirigí per mar cap a la ciutat de Mallorca sota el comandament de l'almirall genovès Lucià de Grimalt (o Carlos de Grimaldi). El total de l'exèrcit era de 3 000 infants i 400 homes a cavall.
Pere el Cerimoniós activà l'usatge princeps namque en defensa del territori i Jaume III assetjà Pollença que resistí dos dies fins que entraren les tropes del rei de Mallorca. Possiblement Jaume III esperava que la gent que havia resistit al Castell del Rei de Pollença la invasió de Pere IV d'Aragó el 1343 se li uniria, però ningú li feu costat. També assetjà durant dos dies Alcúdia, i després Muro, ocasionant una gran destrucció d'edificis i de camps de cultiu. El dia 19 es dirigí cap a Ciutat, però trobà forta resistència a Inca on s'havien construït valls i barreres i Jaume III, després de dues hores d'assajament, optà per canviar de direcció i se n'anà cap a Sineu on hi restà fins al 21. El dia 21 les 8 galeres de Jaume III arribaren al port de Portopí de Ciutat per atacar-lo, però trobaren més embarcacions que les esperades a causa de les forces recentment arribades de Riambau de Corbera, governador de Sardenya, que feren recular les embarcacions de Jaume III i fugiren perseguides per les altres (set galeres, dos llenys i sis naus).

## Batalla

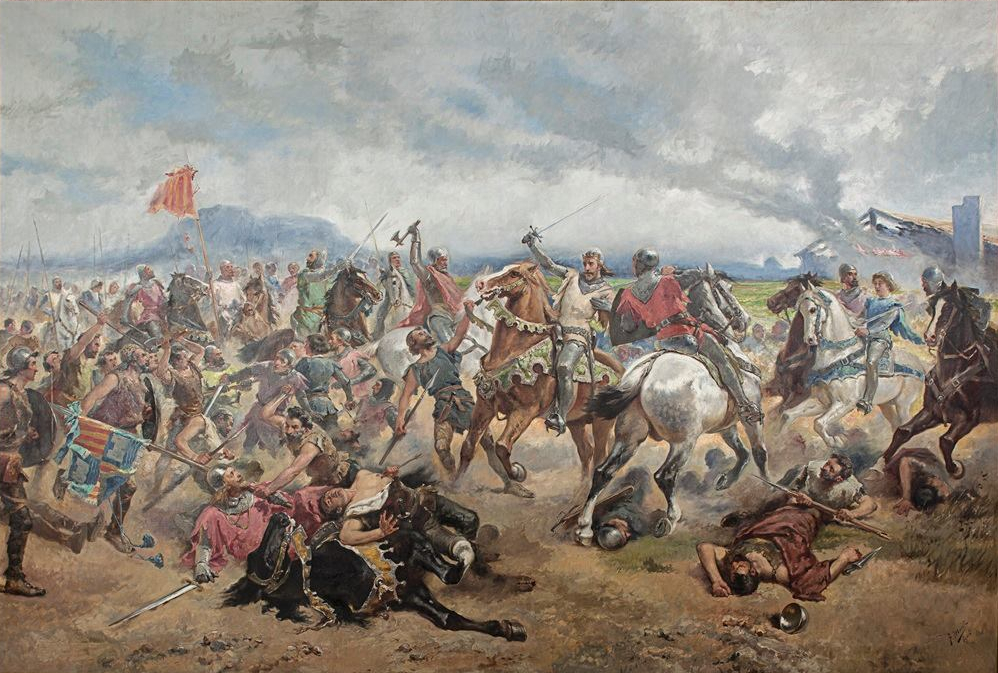
Pintura de la Batalla de Llucmajor

El dia 22 el governador Gilabert de Centelles i Riambau de Corbera sortiren de Ciutat per atacar Jaume III a Sineu deixant ben guarnida la ciutat, on s'havien refugiat per imperatiu del governador les dones, els nins i els joves fins a 14 anys de la població de la part forana. Mentre Jaume III es dirigí cap al sud, fins a Porreres, i el governador girà cap a Algaida per tallar-li el pas cap a Ciutat. Les tropes arribaren a estar separades només uns 5,5 quilòmetres. Jaume III es decidí finalment a anar cap a Ciutat passant per Llucmajor on pernoctà el vespre del 24 al 25 d'octubre i Gilabert de Centelles també s'hi dirigí des d'Algaida. A la matinada del 25 el governador tallava el pas cap a Ciutat. L'enfrontament tingué lloc durant el matí del diumenge 25 d'octubre a la sortida de Llucmajor, en un lloc que des d'aquell dia s'anomena es Camp de sa Batalla. Els combats duraren tot el matí fins que uns peons de Pere IV comprengueren que el pes de la batalla la duia Jaume III i l'atacaren fins que caigué a terra, on un almogàver de Borriana li tallà el cap. Les tropes de Jaume III es rendiren, i entre els capturats es trobaven el seu fill, Jaume IV de Mallorca, de només onze anys i ferit a la cara, la seva filla Elisabet i la reina Violant de Vilaragut.

## Després de la batalla

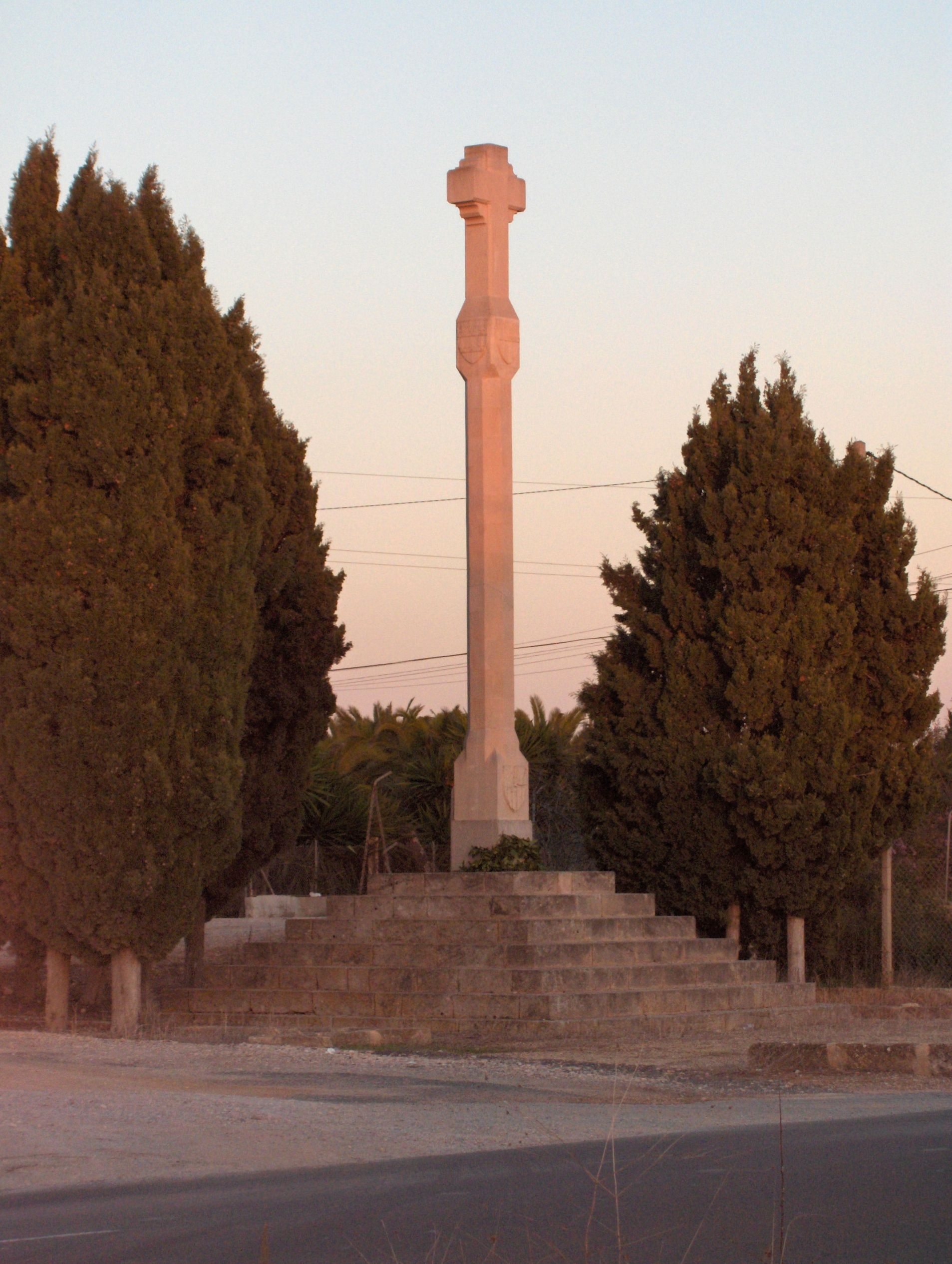
Creu de record de Jaume III al Camp de sa Batalla, Llucmajor

El cos de Jaume III decapitat fou portat a l'església parroquial de Llucmajor, juntament amb el cos del seu germà Pagà de Mallorca que havia portat l'estendard del Regne. A principis de novembre el cos de Jaume III fou traslladat a Ciutat i, després, a València on fou enterrat. El 1905 fou novament traslladat a la Seu de Mallorca. El cos del seu germà restà a Llucmajor fins al 1368, any en el qual fou traslladat a la Seu de Mallorca. Jaume IV estigué pres primer al castell de Bellver, després al castell de Xàtiva i al Castell Nou de Barcelona, fins al 1362 en què Jaume de Santcliment l'alliberà. Durant la resta de la seva vida intentà recuperar el Regne de Mallorca.

## Conseqüències
Després de la batalla de Llucmajor el Regne de Mallorca, vassall del rei d'Aragó des del 1279, reintegrat a la Corona d'Aragó durant la Confiscació del Regne de Mallorca (1285), cedit a Jaume II de Mallorca pel Tractat d'Anagni el 1295, torna a ser annexionat després de la batalla de Santa Ponça el 1343, i declarat formalment part de la Unió inseparable formada per Aragó, València, i Catalunya el 1344, quedà ja definitivament unit als territoris de la Corona d'Aragó. El 1344 el Privilegi de la Unió instituït pel rei Pere el Cerimoniós fou jurat per tots els successors fins al darrer, Felip V de Borbó, i pel qual es comprometien a no tornar a dividir els territoris de la Corona d'Aragó. A més, Pere el Cerimoniós, com a rei de Mallorca, endarrerí una posició el títol de rei de Mallorca en la nominació reial, de manera que si en temps de Jaume el Conqueridor el regne de Mallorca ocupava la segona posició, a partir d'aleshores ocupà la tercera per darrere del títol de rei de València; així mateix separà del Regne de Mallorca la governació dels territoris continentals de la Corona de Mallorca -els Comtats de Rosselló i Cerdanya, i després de la mort Jaume IV de Mallorca quedà extinta aquesta branca del Casal d'Aragó. El Regne de Mallorca conservà la seva denominació i les seves institucions i constitucions fins a la promulgació dels Decrets de Nova Planta (1716), que les aboliren.